# Новоселівка (Самарівський район)
Новосе́лівка — село в Україні, в Піщанській сільській громаді Самарівського району Дніпропетровської області, над річкою Самара. Населення за переписом 2001 року становить 968 осіб.

## Географія

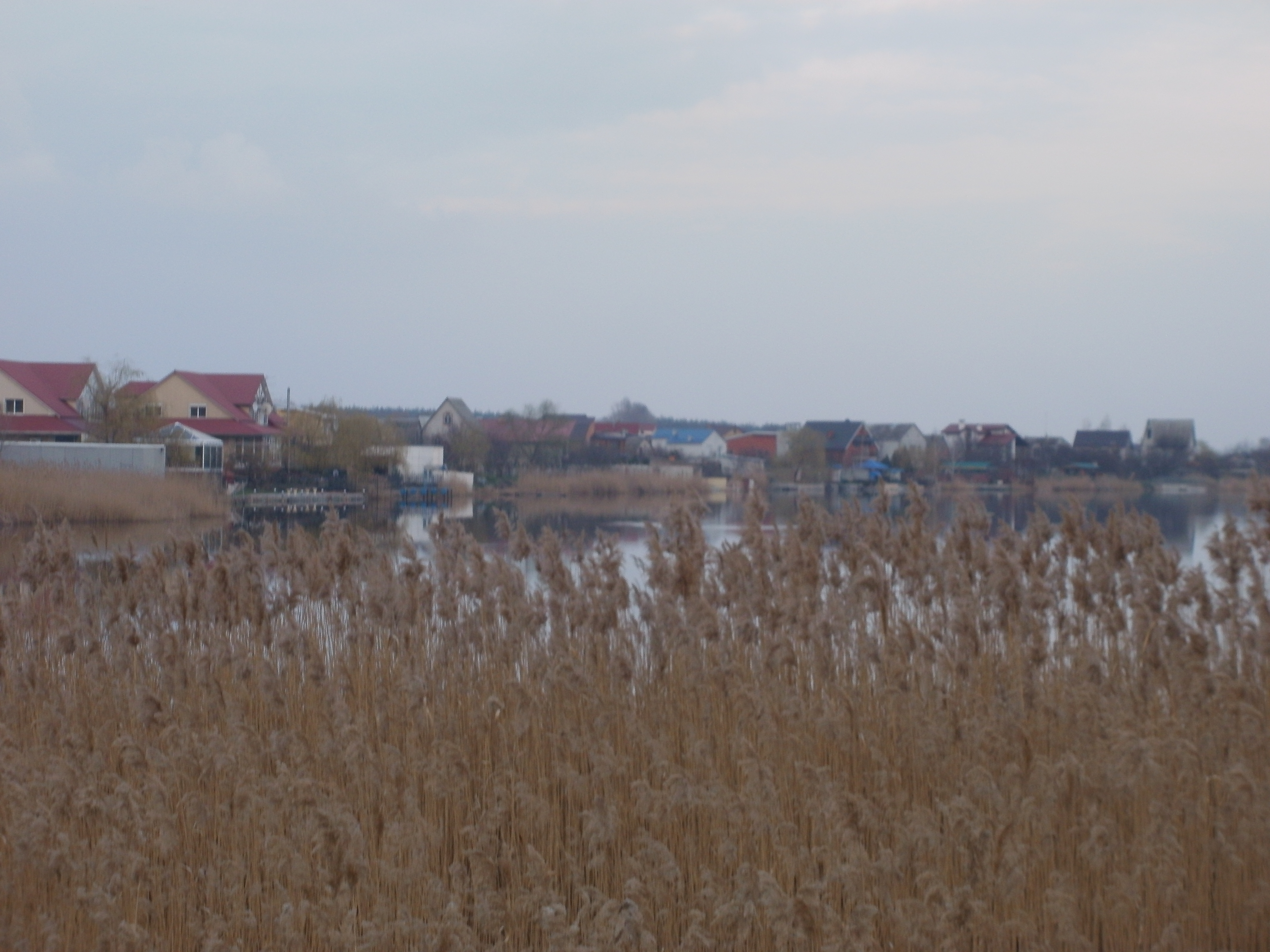
Новоселiвський лиман, Новомосковський р-н, с. Новоселівка

Село Новоселівка знаходиться на лівому березі річки Самара в місці, де вона розливається в озеро Самарська Затока, вище за течією на відстані 4 км розташоване село Піщанка. Річка в цьому місці звивиста, утворює лимани, стариці і заболочені озера. Поруч проходить автомобільна дорога М04 (E50) і М18.
Відстань до райцентру становить близько 13 км.

## Населення

### Мова
Розподіл населення за рідною мовою за даними перепису 2001 року:
| Мова       | Кількість | Відсоток |
| ---------- | --------- | -------- |
| українська | 880       | 90.91%   |
| російська  | 84        | 8.67%    |
| білоруська | 2         | 0.21%    |
| румунська  | 2         | 0.21%    |
| Усього     | 968       | 100%     |

## Історія
Станом на 1886 рік у селі, центрі Новоселівської волості Новомосковського повіту Катеринославської губернії, мешкало 1052 особи, налічувалось 217 дворових господарства, існувала православна церква. За 8 верст розташовувалась лісова пристань та слюсарня.

## Економіка
- База відпочинку «Сосновий бір».
- Туристичний комплекс «Маяк».
- Готель «Острів River Clu»"

## Об'єкти соціальної сфери
- Школа І-ІІ ст.

## Релігія
- Церква Успіння Пресвятої Богородиці.

## Пам'ятки
Серед територій загального користування є загальнозоологічний заказник «Новоселівський лиман», площею 287 га, що належить до територій та об'єктів природно-заповідного фонду місцевого значення.

## Відомі люди
- Зебін Едуард Миколайович (1976—2016) — вояк Добровольчого українського корпусу «Правий сектор», учасник російсько-української війни.